# Годой, Бенедикто
Бенеди́кто Годо́й Ве́йсага (исп. Benedicto Godoy Véizaga; 28 июля 1924, Ла-Пас — неизвестно) — боливийский футболист, нападающий, участник чемпионата мира 1950 года.

## Карьера

### Клубная
Бенедикто Годой играл за клуб «Ферровиарио» из столицы Боливии.

### В сборной
В составе сборной участвовал в ЧЮА-1949 (забил 2 гола) и в чемпионате мира 1950 года в Бразилии (как запасной игрок).
| Матчи и голы Бенедикто Годоя за сборную Боливии | Матчи и голы Бенедикто Годоя за сборную Боливии | Матчи и голы Бенедикто Годоя за сборную Боливии | Матчи и голы Бенедикто Годоя за сборную Боливии | Матчи и голы Бенедикто Годоя за сборную Боливии | Матчи и голы Бенедикто Годоя за сборную Боливии | Матчи и голы Бенедикто Годоя за сборную Боливии |
| №                                               | Дата                                            | Место проведения                                | Соперник                                        | Счёт                                            | Голы                                            | Турнир                                          |
| ----------------------------------------------- | ----------------------------------------------- | ----------------------------------------------- | ----------------------------------------------- | ----------------------------------------------- | ----------------------------------------------- | ----------------------------------------------- |
| 1                                               | 6 апреля 1949                                   | Сан-Паулу, Бразилия                             | Чили                                            | 3:2                                             | 1                                               | Чемпионат Южной Америки по футболу 1949         |
| 2                                               | 10 апреля 1949                                  | Сан-Паулу, Бразилия                             | Бразилия                                        | 1:10                                            | —                                               | Чемпионат Южной Америки по футболу 1949         |
| 3                                               | 17 апреля 1949                                  | Рио-де-Жанейро, Бразилия                        | Уругвай                                         | 3:2                                             | —                                               | Чемпионат Южной Америки по футболу 1949         |
| 4                                               | 25 апреля 1949                                  | Сан-Паулу, Бразилия                             | Эквадор                                         | 2:0                                             | —                                               | Чемпионат Южной Америки по футболу 1949         |
| 5                                               | 27 апреля 1949                                  | Сантус, Бразилия                                | Перу                                            | 0:3                                             | —                                               | Чемпионат Южной Америки по футболу 1949         |
| 6                                               | 6 мая 1949                                      | Рио-де-Жанейро, Бразилия                        | Колумбия                                        | 4:0                                             | 1                                               | Чемпионат Южной Америки по футболу 1949         |
| 7                                               | 26 февраля 1950                                 | Ла-Пас, Боливия                                 | Чили                                            | 2:0                                             | —                                               | Товарищеский матч                               |
| 8                                               | 12 марта 1950                                   | Сантьяго, Чили                                  | Чили                                            | 0:5                                             | —                                               | Товарищеский матч                               |

Итого: 8 матчей / 2 гола; 5 побед, 0 ничьих, 3 поражения.